# Heinrich Schenker
Heinrich Schenker (19. června 1868 Višnivčyk, dnešní Ukrajina – 13. ledna 1935 Vídeň) byl rakouský hudební teoretik a skladatel haličského židovského původu.

## Život
Roku 1884 přesídlil Schenker do Vídně, kde nejprve studoval práva, poté harmonii na konzervatoři u Antona Brucknera, dále kontrapunkt a klavír. Schenker doprovázel zpěváky a komorní hudebníky a také sám začal komponovat. Nakonec se však komponování vzdal a nadále se věnoval otázkám hudební teorie. Na své živobytí si vydělával jako soukromý učitel hry na klavír, analýzy a interpretace.
Mezi významné stoupence Schenkera patřili Walter Dahms, Wilhelm Furtwängler a Paul Hindemith, který Schenkerovi nadšeně píše: „Sie sagen zum ersten Mal richtig, was ein guter Misiker hört, fühlt und versteht.“ („Vy jako první správně jmenujete to, co hudebník slyší, cítí a chápe.“)
Schenker byl Žid. Pronásledování nacismu se však již nedožil, neboť zemřel v lednu 1935 ve Vídni, ale jeho žena Jeanette byla odvlečena do Terezína, kde byla krátce před koncem války zavražděna. Za nacismu byly Schenkerovy práce zavrženy. Mnoho z jeho žáků emigrovalo do USA a v anglo-americké hudební teorii zavedli jeho myšlenky o tonální hudbě.
Charakterově byl Schenker problematický. Byl zapálený nacionalista s povzneseností hraničící se sebestylizací, jak ukazuje jeho vlastní náčrt na náhrobku: „Hier ruht, der die Seele der hudba vernommen, [der] ihre Gesetze im Sinne der Großen verkündet wie Keiner vor ihm.“ (20. Mai 1934) / Zde odpočívá ten, který zaslechl duši hudby, (ten) který hodný velikána jako žádný předtím hlásal její zákony. 20. května 1934) 

## Dílo

### Spisy
Hlavní dílo:
- Neue musikalische Theorien und Phantasien / Nové hudební teorie a fantazie
  - Band 1: Harmonielehre / sv. 1 Nauka o harmonii, 1906
  - Band 2: Kontrapunkt / sv. 2 Kontrapunkt, 1910
  - Band 3: Der freie Satz / sv. 3 Volná věta, 1935

Periodika
- Der Tonwille. Flugblätter zum Zeugnis unwandelbarer Gesetze der Tonkunst einer neuen Jugend dargebracht, 10 sv., Vídeň/Lipsko 1921–1924
- Das Meisterwerk in der Musik. Drei Jahrbücher, Mnichov 1925, 1926 a 1930

Menší spisy:
- Ein Beitrag zur Ornamentik. 1904
- Instrumentations-Tabelle. 1908
- Beethovens neunte Sinfonie. 1912
- Brahms Johannes, Oktaven, Quinten u.a.. 1933
- Fünf Urlinie-Tafeln. 1935

Pro Schenkera bylo odjakživa v popředí Mistrovské dílo v hudbě (Meisterwerk in der Musik) (což byl také titul jednoho z časopisů, do něhož přispíval). V mnoha analýzách práce velkých skladatelů (od Bacha po Brahmse) vylíčil nosnou strukturu tonální hudby podle svého konceptu o Urlinie (původní námět) a Ursatz. V ní Schenker rekonstruoval rovněž originální a odpovídající pojetí tonální hudby. Schenker prohlásil, že tonalita u Wagnera již nenachází rozšíření, nýbrž že přímo dochází k její ztrátě.

### Ursatz
Schenkerem založená redukční analýza je založena na předpokladu, že tonální hudba je vystavěna v hierarchických vrstvách. Zatímco popředí zahrnuje také malé notové hodnoty, tvoří střed a pozadí jednoduchou, stabilní strukturu. Nejzazší redukce tonální vícehlasosti nazývá Heinrich Schenker Ursatz.
Tento postup je natolik elementární, že je proveditelný např. na loveckém rohu jen za pomoci prvních 10 svrchních tónů (klarinová technika). Zatímco dole zaznívají svrchní tóny 2 - 3 - 2, hraje některý jiný hlas svrchní tóny 10 - 9 - 8.
Ne každá analýza tonální hudby musí být výslovně v souladu s Ursatz. Ursatz je sice primární složkou (strukturou) tonální hudby, skladba ovšem může být založena i na sekundární struktuře. Tzn.: nenachází-li se v nějaké analýze žádný Ursatz, nevyvrací Schenkerova Ursatz-teorie, nýbrž pouze prokazuje sekundární formu.
Ursatz se skládá z větších, vícetaktových úseků nebo celého díla a představuje nejzazší možnou redukci, téměř jako výtah analýzy vedení hlasů. Jelikož Ursatz působí na pozadí a může se rozkládat na mnoha taktech, neobsahuje (nezahrnuje) jeho samotné znázornění žádné rytmické motivické údaje.
Schenker publikoval své teorie v časopisech, statích a knihách.

### Skladby
- Sechs Lieder/ Šest písní (op. 3; 1898) pro sólový hlas a klavír. Texte: Detlev von Liliencron, Ludwig Jacobowski, Wilhelm Müller

1. Versteckte Jasminen / Skryté jasmíny (Liliencron) – 2. Wiegenlied / Ukolébavka (Liliencron) – 3. Vogel im Busch / Ptáček v keři (Liliencron) – 4. Ausklang / Závěr (Jacobowski) – 5. Allein / Samota (Jacobowski) – 6. Einkleidung / Oděv (Müller)
- Drei Gesänge / Tři zpěvy (op. 6) pro sólo a klavír. Texty: Richard Dehmel, Joseph von Eichendorff, Johann Wolfgang von Goethe

1. Und noch im alten Elternhause / A v starém domě rodičovském (Dehmel) – 2. Gärtner / Zahradník (Eichendorff) – 3. Meeres Stille / Klid moře (Goethe)
- Mondnacht / Měsíční noc pro 4-hlasý smíšený sbor a klavír. Text: Richard Dehmel

## Dokumenty
Dopisy Heinricha Schenkera se nacházejí v majetku lipského hudebního vydavatelství C.F.Peters ve Státním archivu v Lipsku.